# Mormonismo

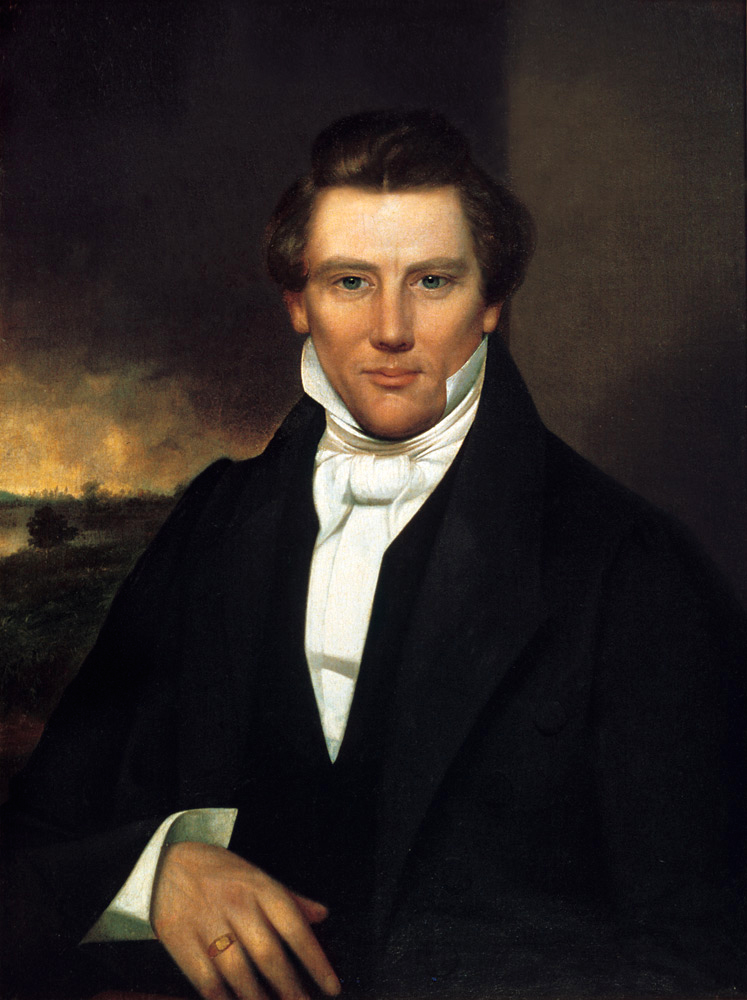
Joseph Smith in un ritratto del 1842.

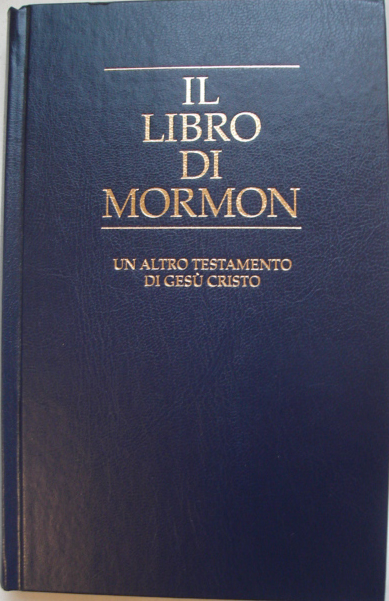
Il libro di Mormon, testo sacro dei mormoni insieme con la Bibbia.

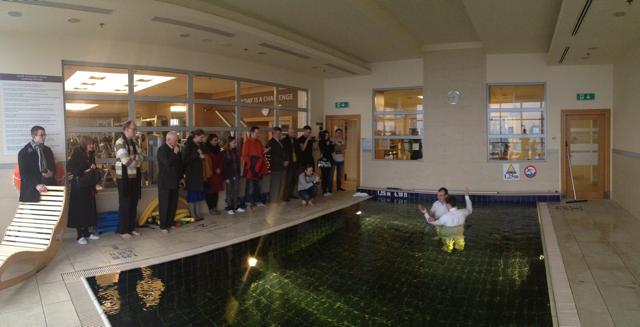
Battesimo mormone.

Il mormonismo è una dottrina religiosa restaurata da Joseph Smith, che disse di aver ricevuto per rivelazione il Libro di Mormon ed è considerato profeta dai suoi seguaci.
Alla morte di Joseph Smith, avvenuta nel 1844, si creò la cosiddetta crisi di successione mormona, a seguito della quale la maggior parte dei fedeli decisero di diventare membri della Chiesa di Gesù Cristo dei santi degli ultimi giorni, tutt'oggi la branca principale e, con oltre 17 milioni di fedeli, anche la più numerosa. I dissidenti religiosi che non aderirono alla chiesa fondarono altre organizzazioni scismatiche come la Comunità di Cristo e  Chiesa di Gesù Cristo.
I mormoni si identificano come cristiani.

## Etimologia e significato
Il termine mormonismo (e derivati: il sostantivo e aggettivo mormone) deriva da Mormon, nome del profeta a cui è attribuito il Libro di Mormon, testo che Joseph Smith pubblicò nel marzo del 1830, dichiarando di averlo tradotto in inglese da tavole d'oro scritte in un'antica e sconosciuta lingua che egli chiamò "egiziano riformato", donategli da un angelo di nome Moroni. L'epiteto "mormone" fu utilizzato già dai primi tempi da chi non apparteneva al nuovo movimento religioso "restaurato" da Smith, in alternativa a "santi", come invece preferiscono chiamarsi i mormoni.
In seguito, l'appellativo fu ufficiosamente accettato dai fedeli del nuovo movimento. Lo stesso Smith asserì che non c'era nulla di cui vergognarsi nell'appellativo "mormone". Spiegò l'etimologia del nome di persona Mormon, affermando che a suo avviso derivava da "mor-mon", nome composto che in egiziano riformato (lingua di cui Smith sosteneva l'esistenza) significherebbe "più buono".

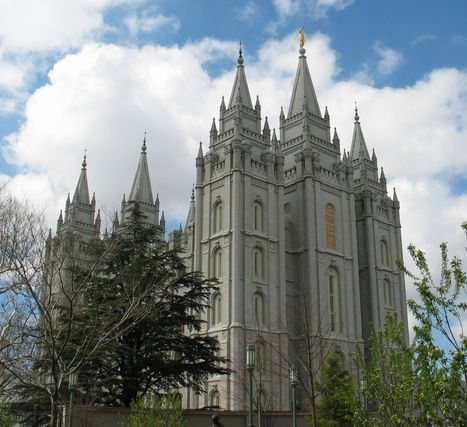
Il tempio di Salt Lake City, Utah, è il più noto edificio religioso della Chiesa di Gesù Cristo dei santi degli ultimi giorni.

Tra i mormoni il termine utilizzato per definirsi, in quanto gruppo religioso, è sempre stato quello di "santi" o di "santi degli ultimi giorni". Invece, in riferimento al pensiero religioso e dottrinale della Chiesa, sono sempre preferiti i termini "vangelo" e "vangelo restaurato", anche se è comune l'uso del termine "mormonismo" quando si fa riferimento agli aspetti più meramente culturali e filosofici.

## Credenze e dottrine
Non è facile individuare le credenze comuni a tutto il movimento mormone, sia perché il pensiero di Smith subì negli anni una notevole evoluzione, sia perché il movimento crede in una rivelazione continua, e il canone scritturale delle chiese mormoni quindi è generalmente aperto. Oltretutto si tende frequentemente a confondere tutto il movimento mormone con la sua componente principale, la Chiesa di Gesù Cristo dei santi degli ultimi giorni. Per una descrizione sommaria di alcuni aspetti della dottrina mormone si possono però utilizzare i cosiddetti Articoli di fede, una sorta di credo che Smith scrisse rispondendo a un giornalista di Chicago che gli chiedeva notizie del suo movimento. Ogni chiesa mormone ne utilizza una propria versione, leggermente modificata. Nella discussione seguente si fa riferimento alla traduzione italiana fornita dalla Chiesa di Gesù Cristo dei santi degli ultimi giorni.
Si crede che la Bibbia non sia stata trasmessa correttamente . Verso la fine della propria vita Smith intraprese anche una nuova "traduzione" della Bibbia, priva del Cantico dei cantici, considerato non ispirato, e con varie aggiunte e interpolazioni. Questa versione però non è accettata universalmente dai suoi seguaci.
Secondo il Libro di Mormon, Gesù visitò i nativi americani dopo la sua resurrezione. Comune a quasi tutte le chiese mormoni è il rifiuto del dogma trinitario. Secondo la concezione di Smith, il Padre e il Figlio sono persone del tutto distinte, dotate di forma umana e in carne e ossa, unite da una volontà comune. Questa volontà comune è lo Spirito Santo, che non ha invece forma umana. Dio Padre, cioè il Padre Celeste, è un ex uomo che ha ottenuto la perfezione divina, e ha stabilito la propria residenza nei pressi di un ipotetico pianeta, Kolob. Netto è anche il rifiuto del dogma del peccato originale. La Rivelazione è un processo continuo: Smith quindi ha solo incominciato un processo che si chiuderà con il ristabilimento del regno di Dio sulla Terra. I periodi storici in cui il vangelo è presente sulla terra sono chiamati dispensazioni. I mormoni sono restaurazionisti: ogni singola chiesa si ritiene quindi la sola detentrice del "vero cristianesimo", andato perduto poco dopo i tempi apostolici a causa di un processo di ellenizzazione e ripristinato da Joseph Smith, il quale ha inaugurato la "dispensazione della pienezza dei tempi", in cui tutta la verità verrà progressivamente rivelata.
Il battesimo avviene non prima degli otto anni ed esclusivamente per immersione totale: se la punta di un capello, o di un vestito, dovesse restare fuori dall'acqua, il battesimo deve essere ripetuto più volte fintantoché sia accertato che tutte le parti del corpo, inclusi i vestiti, si trovino completamente sotto la superficie dell'acqua.
Per quanto concerne l'ordine, il sacerdozio nelle Chiese mormoni è un'ordinanza che fa parte del cammino di iniziazione obbligatoria di ogni fedele maschio. Vi sono diversi gradi e ruoli nel sacerdozio. Ai gradi più elevati si accede per cooptazione.
Tutte le chiese mormoni sono millenariste. In particolare, la nuova Gerusalemme a venire sarà stabilita sul continente americano. Considerando l'imminenza della seconda venuta in genere i mormoni tendono a radunarsi in zone geografiche ben precise e delimitate, in particolare nella zona attorno a Salt Lake City e attorno a Independence (Missouri).
L'anima s'incarna in un corpo terreno per poi perfezionarsi, attraverso la conoscenza della verità, in un progressivo miglioramento che conduce alla condizione di divinità. Dopo questa prima resurrezione Cristo fonderà in America un regno mormone in cui ognuno giungerà a cento anni di età. A una seconda resurrezione seguirà poi il Giudizio Universale che porterà i mormoni al completamento nella divinità.
A parte questo nucleo di credenze comuni, dottrinariamente il mormonismo si divide sostanzialmente in due rami ben distinti: le chiese del Far West (principalmente la Chiesa di Gesù Cristo dei santi degli ultimi giorni) e le chiese del Midwest.
Le Chiese del Midwest (come la Comunità di Cristo o la Chiesa Bickertonita) generalmente rigettano le dottrine insegnate dallo Smith dopo il 1835 (come il matrimonio plurimo, il battesimo dei defunti, l'ordinanza dell'investitura e il Libro di Abramo). È invece generalmente accettata la "traduzione biblica" di Smith. In passato spesso queste piccole denominazioni accettavano la dottrina della successione lineare: a capo della Chiesa doveva esserci un discendente di Joseph Smith. Le chiese del Far West invece si distinguono per una maggiore innovatività dottrinale, che prende spunto dagli insegnamenti dell'ultimo Smith.

## Storia

### Origini

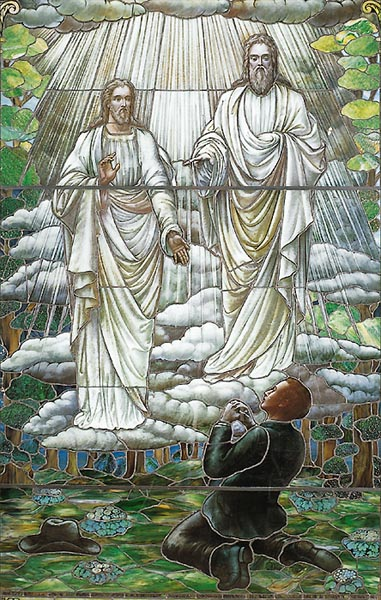
Joseph Smith dichiarò di aver visto due "personaggi" nella primavera del 1820, uno dei quali indicò l'altro dicendo: "Questo è il mio beneamato figliolo. Ascoltalo!". I mormoni insegnano che in questa Prima Visione apparvero a Joseph Smith Dio Padre e Gesù Cristo.

In seguito a diverse visioni angeliche, il 6 aprile 1830 nella città di Fayette (New York), nella casa di Peter Whitmer Sr., Joseph Smith insieme con altre cinque persone organizzò ufficialmente, secondo le leggi dello Stato, la Chiesa di Cristo (in inglese Church of Christ). Il 3 maggio 1834 il nome mutò in Chiesa dei santi degli ultimi giorni (in inglese Church of Latter-day Saints). Il 26 aprile 1838 a seguito di una rivelazione divina, il nome ufficiale divenne Chiesa di Gesù Cristo dei santi degli ultimi giorni (in inglese Church of Jesus Christ of Latter-day Saints).
Fino alla morte di Smith esisteva sostanzialmente una sola organizzazione religiosa mormone, benché non fossero mancati dei piccoli scismi; si trattò, tuttavia, di gruppi con poche decine di affiliati che non durarono più di qualche anno. Dopo l'assassinio di Joseph Smith si aprì in seno al movimento una crisi di successione: il risultato fu che una parte degli aderenti rimasero nel Midwest, mentre altri, guidati da Brigham Young, intrapresero una lunga migrazione verso ovest.

### Il mormonismo dopo la morte di Smith
La morte di Smith aprì una lunga crisi di successione all'interno del movimento da lui fondato, perché non era chiaro chi dovesse essere il nuovo leader. Alla fine il movimento si spaccò sostanzialmente in due: una parte degli aderenti, sotto la guida di Brigham Young incominciò una migrazione verso ovest, mentre altri decisero di rimanere nel Midwest. I mormoni che rimasero nel Midwest non riuscirono mai però a trovare un unico leader, e ancora oggi sono divisi in numerose chiese relativamente piccole.
I seguaci di Brigham Young invece diedero vita alla Chiesa di Gesù Cristo dei santi degli ultimi giorni, maggioritaria nel movimento. Young aveva probabilmente intenzione di realizzare una sorta di stato teocratico, e per fare questo si diresse verso ovest, in una parte di territorio americano ancora poco colonizzata dai bianchi.

Mappa che mostra l'esodo verso ovest della Chiesa di Gesù Cristo dei santi degli ultimi giorni tra il 1846 e il 1869. Sono mostrate anche una porzione dell'itinerario seguito dal Battaglione mormone e il percorso verso la pista dei Mormoni seguito dalle compagnie con carretto a mano.

I migranti avevano originariamente pianificato di lasciare Nauvoo nell'aprile 1846, ma furono costretti ad attraversare il fiume Mississippi già a febbraio. Alla fine lasciarono i confini degli Stati Uniti d'America per fondare il nuovo Territorio dello Utah dove fondarono Salt Lake City.
Quando i primi Pionieri mormoni arrivarono nella Salt Lake Valley, il 24 luglio 1847, nella zona era ancora in corso la guerra messico-statunitense per il possesso degli stati sudoccidentali. I coloni si organizzarono quindi in relativa autonomia rispetto allo Stato federale. Gruppi di convertiti dagli Stati Uniti d'America, Canada, Europa e da altre parti furono incoraggiati a radunarsi nello Utah nei decenni successivi.

Le posizioni dei maggiori insediamenti della Chiesa di Gesù Cristo dei santi degli ultimi giorni in nord America prima del 1890.

Brigham Young organizzò una grande colonizzazione del West, con insediamenti mormoni che si estendevano dal Canada al Messico. Tra le città principali che ebbero origine dai primi insediamenti mormoni si ricordano San Bernardino, Las Vegas nel Nevada e Mesa in Arizona.
Il disegno di realizzare uno stato teocratico però fallì: perso il confronto armato con il governo federale (Guerra dello Utah del 1857-58), Young dovette cedere il potere a un governatore nominato da Washington. L'arrivo della ferrovia a Salt Lake City nel 1869 sancì la definitiva integrazione del Territorio dello Utah all'interno degli Stati Uniti d'America e fece gradualmente arrivare anche coloni di altre fedi.

### Organizzazioni poligame
Per oltre un quarantennio la Chiesa di Gesù Cristo dei santi degli ultimi giorni praticò ufficialmente la poligamia. La pratica del matrimonio plurimo, che nasceva da esigenze religiose, venne interrotta definitivamente nel 1890, anno in cui, in seguito a una rivelazione ricevuta dall'allora Presidente Wilford Woodruff, la chiesa pubblicò una dichiarazione formale di rinuncia a tale pratica conosciuta come il Manifesto. Dopo aver assunto questa posizione la chiesa scomunicava coloro che non osservavano tale dictum.
Le organizzazioni poligame maggiori sono circa una decina e nessuno di questi gruppi, o dei loro aderenti, ha legami di nessuna natura con la Chiesa di Gesù Cristo dei santi degli ultimi giorni. Questi gruppi poligami nacquero per opera di Lorin C. Woolley che, al fine di promulgare uno stile di vita poligamo, durante gli anni venti del secolo scorso, lasciò la Chiesa mormone reclamando una separata linea di autorità sacerdotale. Dal gruppo scismatico condotto da Woolley traggono origine le diverse branche del "fondamentalismo poligamo" oggi esistenti.
Tra questi gruppi il più noto e numeroso è The Fundamentalist Church of Jesus Christ of Latter Day Saints (FLDS Church) (Chiesa fondamentalista di Gesù Cristo dei santi degli ultimi giorni). Ha sede in Hildale, Utah, al confine meridionale con l'Arizona e si stima abbia tra i 6 000 e i 10 000 fedeli. In questa comunità la poligamia ammette, generalmente, fino a sette mogli. Nel 2007 il capo di tale gruppo, Warren Jeffs, fu condannato all'ergastolo per bigamia e abusi sessuali su minori. La poliandria, cioè il matrimonio di una donna con più uomini, non è ammessa.

## Mormonismo e cristianità
I mormoni oggigiorno si definiscono cristiani, ma nessuna confessione cristiana li riconosce come tali. Il loro rifiuto di dogmi cristiani fondamentali come il trinitarianesimo, l'accettazione di numerose scritture non canoniche, e in generale la reinterpretazione complessiva del cristianesimo che ne consegue, rendono il dialogo con le altre Chiese assai difficile in termini dottrinali. Per giunta, il battesimo mormone viene considerato nullo sia dai cattolici sia da gruppi cristiani protestanti, che considerano il mormonismo una "falsa religione".

## Presenza del mormonismo in letteratura
Il romanzo Uno studio in rosso di sir Arthur Conan Doyle, con protagonista Sherlock Holmes, narra di un delitto maturato all'interno della comunità mormone dello Utah e contiene considerazioni critiche dell'autore rispetto all'atmosfera che, in base alla descrizione fornita, vi regnava nel 1847, in particolare a causa sia della poligamia sia della persecuzione o censura di chi non era mormone. Il romanzo, noto per essere la prima opera letteraria in cui appare Sherlock Holmes, è stato bandito dall'elenco delle letture scolastiche per i ragazzi di 11 e 12 anni in una scuola retta da mormoni in quanto conterrebbe "pregiudizi religiosi" verso questi ultimi.
Anche ne Il dinamitardo di Robert Louis Stevenson, a uno dei protagonisti viene narrata una storia molto simile, in cui una giovane si presenta come fuggitiva proprio da una comunità di mormoni, raccontando tutte le disgrazie vissute al suo interno dalla sua famiglia, tra l'oppressiva sorveglianza, i matrimoni forzati, l'eliminazione in segreto dei dissidenti.

## Filmografia
- La grande missione. Un film di Henry Hathaway. Con Tyrone Power, Linda Darnell, Brian Donlevy, Jane Darwell, Dean Jagger. Western, durata 113 min - USA 1940.
- La carovana dei mormoni. Un film di John Ford. Con Ben Johnson, Joanne Dru, Ward Bond, Alan Mowbray, Jane Darwell. Western, durata 86 min - USA 1950.
- Lo chiamavano Trinità.... Un film di E.B. Clucher. Con Terence Hill, Bud Spencer. Western, commedia, avventura, durata 117 min - Italia 1970.
- L'altro lato del paradiso. Un film di Mitch Davis. Con Christopher Gorham, Anne Hathaway, Joe Folau, Miriama Smith, Nathaniel Lees. Drammatico, durata 113 min - USA 2001.
- September Dawn. Un film di Christopher Cain. Con Jon Voight, Trent Ford, Tamara Hope, Jon Gries, Taylor Handley, Huntley Ritter, Krisinda Cain, Shaun Johnston, Lolita Davidovich, Dean Cain, Terence Stamp, Carter Burns. Drammatico, durata 110 min - Canada 2006.
- Il caso Warren Jeffs. Un film di Gabriel Range, con Tony Goldwyn, drammatico, durata 120 min, USA, 2014.
- Big Love. Una serie televisiva statunitense della HBO. Con Bill Paxton, Jeanne Tripplehorn, Chloë Sevigny, Ginnifer Goodwin, Amanda Seyfried e Douglas Smith.
- American Primeval. Una serie televisiva Netflix. Con Taylor Kitsch, Betty Gilpin, Shea Wigham, Dante DeHaan.
- La resa dei conti. Un film di Sergio Sollima, con Lee Van Cleef e Thomas Milian, western, durata 110 min, Italia e Spagna, 1966